# Línguas de Andorra

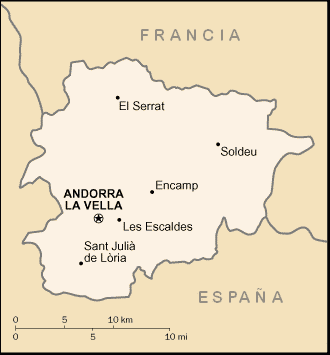
Mapa de Andorra.

As línguas de Andorra são as línguas usadas no Principado de Andorra. As mais usadas são o catalão, o espanhol (castelhano), o francês e o português. Destas, só o catalão é uma língua local, pois as restantes falam-se em consequência da imigração ou do turismo. O catalão é também a única língua oficial segundo a Constituição Andorrana de 1993; não obstante, Andorra é membro da Organização de Estados Ibero-Americanos para a Educação, Ciência e Cultura, tendo sido aceite em 18 de novembro de 2004, e membro da Organização Internacional da Francofonia.
O castelhano, o português e o francês têm um uso importante dada a imigração, principalmente a espanhola, que tem chegado a Andorra desde meados do século XX. Significativas partes da população andorrana são de nacionalidade espanhola (32%), portuguesa (16%) ou francesa (6%), enquanto a população de nacionalidade andorrana é de apenas 38% (2008 e 2009 foram os únicos anos em que os cidadãos andorranos superaram os de nacionalidade espanhola desde que há dados, 1963). No caso do castelhano e o francês também se explica o uso habitual pelo setor turístico, já que este é o mais importante da economia do país, e os turistas são principalmente espanhóis e franceses, e também pelas relações comerciais com Espanha e França.

## Idiomas na educação
O sistema educativo de Andorra divide-se me três tipos de sistemas - andorrano, espanhol e francês. O sistema andorrano depende do Ministério da Educação e Cultura do Governo de Andorra e foi criado em 1982, sendo a língua veicular deste ensino o catalão.

## Estatísticas
|           | Língua materna | Língua habitual |
| --------- | -------------- | --------------- |
| Catalão   | 39,5%          | 55,2%           |
| Espanhol  | 43,8%          | 37,1%           |
| Português | 18,6%          | 3,8%            |
| Francês   | 9,7%           | 2,2%            |
| Outros    | 9%             | 1,5% - 10%      |
| Fonte:    |                |                 |